# Heinrich Rickert (politiker)
 Der er flere personer med dette navn, se Heinrich Rickert.
Heinrich Edwin Rickert (27. december 1833 i Putzig — 3. november 1902 i Berlin) var en tysk politiker. Han var far til filosoffen Heinrich Rickert.
Rickert var 1858—66 redaktør af et blad i Danzig og vandt stor indflydelse i byen; valgtes 1876 til landsdirektør for provinsen Preussen, men afgik 1878, da den tvedeltes. Siden 1870 sad han som byens repræsentant i det preussiske underhus og siden 1874 i den tyske rigsdag, og vandt begge steder stor indflydelse ved sin finansielle indsigt. Oprindelig nationalliberal udtrådte han 1879 af partiet og sluttede sig 1884 til det tysk-frisindede, men skilte sig 1893 herfra, fordi han ville støtte Caprivis hærlovsforslag og senere kolonialpolitikken. Derimod var han stadig udpræget modstander af toldbeskyttelsen. I de sidste 9 år var han fører for den lille gruppe, der kaldtes "den frisindede forening".